# خورشیدگرفتگی ۱۱ آوریل ۲۰۷۰
خورشیدگرفتگی ۱۱ آوریل ۲۰۷۰ (به انگلیسی: Solar eclipse of April 11, 2070) یک خورشیدگرفتگی از نوع خورشیدگرفتگی کامل است. این خورشیدگرفتگی در تاریخ ۱۱ آوریل ۲۰۷۰ میلادی (‎۲۳ فروردین ۱۴۴۹ خورشیدی) روی خواهد داد که زمان اوج آن، ساعت ۲:۳۶:۰۹ به‌وقت ساعت هماهنگ جهانی است. مدت زمان و طول این خورشیدگرفتگی ۴ دقیقه و ۴ ثانیه خواهد بود.